# Criquetot-sur-Ouville
Criquetot-sur-Ouville és un municipi francès situat al departament del Sena Marítim i a la regió de Normandia. L'any 2007 tenia 697 habitants.

## Demografia

### Població
El 2007 la població de fet de Criquetot-sur-Ouville era de 697 persones. Hi havia 238 famílies de les quals 33 eren unipersonals (17 homes vivint sols i 16 dones vivint soles), 75 parelles sense fills, 122 parelles amb fills i 8 famílies monoparentals amb fills.
La població ha evolucionat segons el següent gràfic:
Habitants censats

### Habitatges
El 2007 hi havia 261 habitatges, 242 eren l'habitatge principal de la família, 9 eren segones residències i 10 estaven desocupats. 258 eren cases i 1 era un apartament. Dels 242 habitatges principals, 193 estaven ocupats pels seus propietaris, 46 estaven llogats i ocupats pels llogaters i 3 estaven cedits a títol gratuït; 5 tenien dues cambres, 26 en tenien tres, 60 en tenien quatre i 152 en tenien cinc o més. 217 habitatges disposaven pel capbaix d'una plaça de pàrquing. A 110 habitatges hi havia un automòbil i a 121 n'hi havia dos o més.

### Piràmide de població
La piràmide de població per edats i sexe el 2009 era:
| Homes | Edats   | Dones |
| ----- | ------- | ----- |
| 0     | 95 o +  | 0     |
| 0     | 90 a 94 | 0     |
| 0     | 85 a 89 | 0     |
| 4     | 80 a 84 | 0     |
| 8     | 75 a 79 | 16    |
| 8     | 70 a 74 | 12    |
| 8     | 65 a 69 | 8     |
| 12    | 60 a 64 | 8     |
| 0     | 55 a 59 | 4     |
| 8     | 50 a 54 | 0     |
| 28    | 45 a 49 | 32    |
| 24    | 40 a 44 | 20    |
| 36    | 35 a 39 | 24    |
| 32    | 30 a 34 | 44    |
| 20    | 25 a 29 | 28    |
| 12    | 20 a 24 | 16    |
| 28    | 15 a 19 | 16    |
| 24    | 10 a 14 | 36    |
| 32    | 5 a 9   | 56    |
| 16    | 0 a 4   | 12    |

## Economia
El 2007 la població en edat de treballar era de 464 persones, 351 eren actives i 113 eren inactives. De les 351 persones actives 323 estaven ocupades (172 homes i 151 dones) i 29 estaven aturades (10 homes i 19 dones). De les 113 persones inactives 35 estaven jubilades, 39 estaven estudiant i 39 estaven classificades com a «altres inactius».

### Ingressos
El 2009 a Criquetot-sur-Ouville hi havia 252 unitats fiscals que integraven 756 persones, la mediana anual d'ingressos fiscals per persona era de 17.937 €.

### Activitats econòmiques
Dels 12 establiments que hi havia el 2007, 1 era d'una empresa extractiva, 1 d'una empresa alimentària, 4 d'empreses de construcció, 2 d'empreses de comerç i reparació d'automòbils, 1 d'una empresa de transport i 3 d'empreses de serveis.
Dels 4 establiments de servei als particulars que hi havia el 2009, 1 era un establiment de lloguer de cotxes, 1 paleta, 1 guixaire pintor i 1 lampisteria.
L'únic establiment comercial que hi havia el 2009 era una fleca.
L'any 2000 a Criquetot-sur-Ouville hi havia 18 explotacions agrícoles que ocupaven un total de 340 hectàrees.

## Equipaments sanitaris i escolars
El 2009 hi havia una escola elemental integrada dins d'un grup escolar amb les comunes properes formant una escola dispersa.

## Poblacions més properes
El següent diagrama mostra les poblacions més properes.